# Barranca del Wutach
La Barranca del Wutach (en alemán: Wutachschlucht) se encuentra en el sureste de la Selva Negra en Baden-Wurtemberg, Alemania. Es una barranca de aproximadamente 30 km de longitud y una profundidad de hasta 200 m.

## Wutachflühen
Altas paredes de roca así como bosques naturales dominan el paisaje de la reserva natural Wutachflühen. Wutachflühen es una palabra compuesta del nombre del río Wutach y de Flühen, el plural de Fluh.

## Enlaces
- Wikimedia Commons alberga una categoría multimedia sobre Wutach.
- Barranca del Wutach & Wutachflühe (enlace roto disponible en Internet Archive; véase el historial, la primera versión y la última).